# Wereldkampioenschappen schaatsen afstanden 2012 - 3000 meter vrouwen
De 3000 meter vrouwen op de wereldkampioenschappen schaatsen afstanden 2012 werd gereden op 22 maart 2012 in het ijsstadion Thialf in Heerenveen, Nederland.
De Nederlandse Ireen Wüst was de titelverdedigster, maar olympisch kampioene Martina Sáblíková had dat jaar alle 3000 meters gewonnen en won ook dit wereldkampioenschap, voor de Duitse Stephanie Beckert en Wüst.

## Statistieken

### Uitslag
| #      | Naam                | Land | Tijd    |
| ------ | ------------------- | ---- | ------- |
| Goud   | Martina Sáblíková   | CZE  | 4.01,88 |
| Zilver | Stephanie Beckert   | GER  | 4.04,09 |
| Brons  | Ireen Wüst          | NED  | 4.04,87 |
| 4      | Claudia Pechstein   | GER  | 4.04,99 |
| 5      | Linda de Vries      | NED  | 4.06,33 |
| 6      | Cindy Klassen       | CAN  | 4.07,14 |
| 7      | Jevgenia Dmitrijeva | RUS  | 4.09,51 |
| 8      | Brittany Schussler  | CAN  | 4.09,53 |
| 8      | Diane Valkenburg    | NED  | 4.09,53 |
| 10     | Olga Graf           | RUS  | 4.09,90 |
| 11     | Kim Bo-reum         | KOR  | 4.11,09 |
| 12     | Park Do-yeong       | KOR  | 4.11,13 |
| 13     | Natalia Czerwonka   | POL  | 4.11,27 |
| 14     | Jilleanne Rookard   | USA  | 4.11,93 |
| 15     | Masako Hozumi       | JPN  | 4.13,07 |
| 16     | Eriko Ishino        | JPN  | 4.13,42 |
| 17     | Isabell Ost         | GER  | 4.15,05 |
| 18     | Mari Hemmer         | NOR  | 4.16,23 |
| 19     | Anna Rokita         | AUT  | 4.17,16 |
| 20     | Shiho Ishizawa      | JPN  | 4.17,84 |
| 21     | Hege Bøkko          | NOR  | 4.18,24 |
| 22     | Nicole Garrido      | CAN  | 4.20,13 |
| 23     | Katarzyna Woźniak   | POL  | 4.22,42 |
| 24     | Maria Lamb          | USA  | 4.26,44 |

### Loting
| Rit | Binnenbaan         | Buitenbaan          |
| --- | ------------------ | ------------------- |
| 1   | Katarzyna Woźniak  | Maria Lamb          |
| 2   | Mari Hemmer        | Anna Rokita         |
| 3   | Natalia Czerwonka  | Nicole Garrido      |
| 4   | Isabell Ost        | Hege Bøkko          |
| 5   | Jilleanne Rookard  | Kim Bo-reum         |
| 6   | Shiho Ishizawa     | Park Do-yeong       |
| 7   | Olga Graf          | Eriko Ishino        |
| 8   | Brittany Schussler | Jevgenia Dmitrijeva |
| 9   | Cindy Klassen      | Masako Hozumi       |
| 10  | Ireen Wüst         | Linda de Vries      |
| 11  | Claudia Pechstein  | Stephanie Beckert   |
| 12  | Diane Valkenburg   | Martina Sáblíková   |

1996 · 
1997 · 
1998 · 
1999 · 
2000 · 
2001 · 
2003 · 
2004 · 
2005 · 
2007 · 
2008 · 
2009 · 
2011 · 
2012 · 
2013 · 
2015 · 
2016 · 
2017 · 
2019 · 
2020 · 
2021 · 
2023 · 
2024 · 
2025